# ورزش ایران در دوران پس از انتخابات ریاست‌جمهوری دهم

## فوتبال
در آخرین دیدار تیم ملی ایران جهت راهیابی به جام جهانی که در تاریخ ۲۷ خرداد ۱۳۸۸ (۵ روز پس از انتخابات دهمین دوره ریاست جمهوری) در کشور کره بین تیم ملی کره جنوبی و ایران انجام شد تعدادی از بازیکنان تیم ملی از جمله مهدی مهدوی کیا و علی کریمی بر دستان خود پارچه سبز بسته بودند.
مهدی خبیری عضو سابق کمیته اجرایی کنفدراسیون فوتبال آسیا در این خصوص می‌گوید:

«هرگونه دستبند یا علامت طبق آیین‌نامه فیفا در بازی‌های رسمی غیرقانونی است و این مسئله برای کشورمان مشکل آفرین خواهد بود. به دلیل این کار بازیکنان از سوی فیفا جریمه خواهیم شد چراکه بستن هرگونه دستبند و علامت به نشانه‌های غیرمتعارف، مغایر با قانون فیفا است و از قبل باید به اطلاع مسئولان اجرایی مسابقات رسیده باشد.»
همین روزنامه در ادامه با اشاره به سخنان منصور پورحیدری سرپرست تیم ملی می‌نویسد:

«این پارچه‌های سبز به نشانه نذر برای کسب پیروزی بوده است.
... مچ بندهای سبز مذهبی بود نه سیاسی.
... بنده خودم ۲۰ سال است مچ بند سبز نذری حضرت ابوالفضل (ع) را چه در دورانی که فوتبال بازی می‌کردم و چه در دوران مربیگری به دست می‌بندم…»

علی کفاشیان در گفتگویی که با ایسنا داشته و در تاریخ ۲۹ خرداد ۱۳۸۸ منتشر گشت در این باره می‌گوید:
من هیچ تماسی با کره نداشتم و علت آن را هم نمی‌دانم. این موضوع را باید از بازیکنان تیم ملی پرسید. اما، گویا نماینده فیفا دربارهٔ انگیزه بازیکنان و سیاسی بودن آن شبهاتی را مطرح کرده است چرا که اگر هدف بازیکنان از این کار نشان دادن یک نماد مذهبی یا سیاسی بوده باشد، برخلاف بند شش اساسنامه فیفا بوده و احتمال دارد فیفا با این بازیکنان برخورد کند. به هرحال از خود بازیکنان باید سؤال شود که چرا آن مچ بندهای سبز را بستند و سپس باز کردند..»

## تیراندازی
سایت خبری تابناک در مقاله‌ای با عنوان رقابتهای تیراندازی غرب آسیا لغو شد که در تاریخ ۸ تیر ۱۳۸۸ منتشر کرد خبر لغو برگزاری مسابقات تیراندازی غرب آسیا در تهران را منتشر کرد و در ادامه می‌نویسد:

شیخ سلمان رئیس کنفدراسیون تیراندازی آسیا به‌دنبال اتفاقات اخیر در تهران و شهرهای ایران، طی نامه‌ای در چند روز گذشته خواستار تعویق مسابقات تیراندازی غرب آسیا در تهران شد.
یوسف آجورلو، مربی تیم ملی تیراندازی، در این مورد در گفتگویی که با خبرگزاری فارس انجام داده بود اظهار داشت:

دقیقاً علت لغو مسابقات را نمی‌دانم؛ اما با لغو این مسابقات یک میدان تمرینی خوب برای جوانان و نوجوانان از دست رفت. با این حال امیدوارم بتوانیم مسابقات را در یک زمان دیگر میزبانی کرده تا تیراندازان ایرانی فرصت کسب تجربه را داشته باشند و با این آزمایش بتوانیم برای آینده بهره‌برداری بهتری داشته باشیم.
لازم به یادآوری است که این رقابت‌ها قرار است از تاریخ ۲۸ تیر لغایت ششم مرداد هشتاد و هشت در تهران برگزار شود